# Ugo Rolandi
Ugo Rolandi (fl. XIX-XX secolo) è stato un calciatore italiano.

## Carriera
Studente del Liceo classico Massimo d'Azeglio, Ugo Rolandi fu uno dei primi giocatori della Juventus, per cui giocò per quattro stagioni. Esordi contro il Torinese l'11 marzo 1900 persa per 1-0, mentre la sua ultima partita fu contro il Milan il 22 marzo 1903 partita persa per 2-0. In quattro stagioni bianconere collezionò otto presenze ufficiali ed un numero imprecisato di presenze in amichevoli.

## Statistiche

### Presenze e reti nei club
| Stagione  | Club     | Campionato | Campionato | Campionato | Campionato |
| Stagione  | Club     | Comp       | Pres       | Reti       |            |
| --------- | -------- | ---------- | ---------- | ---------- | ---------- |
| 1900      | Juventus | CI         | 4          | 0          |            |
| 1901      | Juventus | CI         | 2          | 0          |            |
| 1902      | Juventus | CI         | 0          | 0          |            |
| 1902-1903 | Juventus | CI         | 2          | 0          |            |
| Totale    | Totale   | Totale     | 8          | 0          |            |